# المليساء
المليساء، قرية كبيرة من قرى الطائف وتعتبر إحدى قرى وادي لقيم، يسكنها جانب كبير من قبيلة الحمدة (بسكون الحاء وفتح الدال) من ثقيف قديما وإلى الآن. وقد ذكرها خير الدين الزركلي في كتابه «ما رأيت وما سمعت» في أثناء زيارته للطائف سنة 1339 هـ والتي استمرت لمدة عشرين يومًا وقد ذكر أن فيها نحو 60 منزلا ورجالها نيف ومئة وبها ما يناهز ثلاث مئة نفس، واستمر بذكر شهرتها بجودة سفرجلها ومافيها من الكروم والعنب ومزارع الحنطة والشعير. وذكر أن فيها عدة آبار جف بعضها وأنها كانت آنذاك تبعد عن الطائف نحو خمسة كيلومترات.

## انظر ايضاً
- الطائف
- ليه